# 17149 Victoriagraf
17149 Victoriagraf este o planetă minoră (asteroid) din centura de asteroizi. A fost descoperită pe 13 mai 1999 la Experimental Test Site⁠(d) de Lincoln Near-Earth Asteroid Research. 
Obiectul prezintă o orbită caracterizată de o semiaxă mare de 2,7611623 UAi, o excentricitate de 0,0709877, o înclinație de 3,40321 ° în raport cu ecliptica.